# 薩特 (加利福尼亞州)
薩特（英語：Sutter）是位於美國加利福尼亞州薩特縣的一個人口普查指定地區。

## 地理
薩特的座標為39°09′44″N 121°44′59″W / 39.16222°N 121.74972°W，而該地最高點為海拔高度23米（即75英尺）。

## 人口
根據2010年美國人口普查的數據，薩特的面積為7.862平方千米，均為陸地。當地共有人口2904人，而人口密度為每平方千米369人。